# KS AZS-AWF Katowice
Der Klub Sportowy AZS-AWF w Katowicach (kurz KS AZS-AWF Katowice) ist ein polnischer Sportverein aus Katowice. Der Verein wurde am 8. März 1971 als Universitätssportverein der Akademia Wychowania Fizycznego im. Jerzego Kukuczki w Katowicach in Katowice gegründet.

## Abteilungen

### Fechten
1991 gewann Leszek Bandach als Mitglied des Vereins den Polnischen Meistertitel im Florettfechten. 1993 und 2000 war Magdalena Jeziorowska aus dem Verein ebenfalls auf nationaler Ebene erfolgreich. Von 2004 bis 2011 sicherten sich Adam Skrodzki und Marcin Koniusz zudem fünf weitere Titel im Säbelfechten.

### Skilanglauf
Seit 1989 gehört Skilanglauf als neue Abteilung zum Verein. Erfolgreichste Skilangläuferin des Vereins ist Justyna Kowalczyk, die 2010 und 2014 Olympiasiegerin wurde und zudem drei Weltmeistertitel feierte.

### Biathlon
Neben dem Skilanglauf wird auch Biathlon erfolgreich im Verein betrieben. Bei den Biathlon-Weltmeisterschaften 2013 in Nové Město na Moravě gewann Krystyna Pałka, die für den Verein startet, die Silbermedaille in der Verfolgung. 2014 sicherte sie sich den Weltmeistertitel im Sommerbiathlon.

### Schwimmen
Die fünfmalige Olympiateilnehmerin Katarzyna Wasick wurde 2022 in Budapest Vizeweltmeisterin über 50 Meter Freistil. Sie wurde 2019 Europameisterin mit Polnischen Staffel bei den Kurzbahneuropameisterschaften in Glasgow.

### Skispringen
Im Skispringen waren für den Verein vor allem Krystian Długopolski, Tomasz Pochwała, Tomisław Tajner, und Maciej Maciusiak erfolgreich. 2004 sicherte sich das Quartett den Polnischen Meistertitel. Der Polnische Meister von 2001 und spätere Skisprungtrainer Łukasz Kruczek war ebenfalls Vereinsmitglied.

### Nordische Kombination
Die Kombinierer Adam Cieślar, Szczepan Kupczak und Paweł Słowiok sind Mitglieder des Vereins.

### Handball
Die Damen-Handballmannschaft spielte in der Saison 2003/04 in der ersten polnischen Liga, stieg aber in der Saison 2004/05 ab und spielt seitdem in der zweiten Liga.

### Weitere Abteilungen
- Akrobatik
- Basketball (Frauen-Abteilung 1988 aufgelöst)
- Leichtathletik
- Mountainbike
- Snowboard
- Volleyball (Frauen-Abteilung 1991 aufgelöst)

## Bekannte Athleten
- Justyna Kowalczyk
- Krystyna Pałka
- Weronika Nowakowska-Ziemniak
- Grzegorz Sobczyk
- Justyna Święty-Ersetic